# Диметилсульфид
Диметилсульфи́д (тиапропа́н, ДМС) — органическое соединение, простейший представитель класса органических сульфидов (тиоэфиров). Бесцветная, подвижная, легковоспламеняющаяся и летучая жидкость с резким неприятным запахом. Данное соединение даёт основной вклад в характерный неприятный запах, возникающий при приготовлении некоторых овощей, особенно кукурузы, капусты, свёклы и морепродуктов.

## Получение
Основной лабораторный метод получения — реакция между хлорметаном и сульфидом калия:
{\displaystyle {\ce {2CH3Cl + K2S -> (CH3)2S + 2KCl}}}
В промышленности диметилсульфид получают обработкой сероводорода избытком метанола над катализатором (оксид алюминия):
{\displaystyle {\ce {2CH3OH + H2S -> (CH3)2S + 2H2O}}}

## Химические свойства
Одним из способов получения борана из диборана является реакция последнего с диметилсульфидом:
{\displaystyle {\ce {B2H6 + 2(CH3)2S -> 2BH3*2S(CH3)2}}}
Как показано выше на примере образования аддукта с бораном, диметилсульфид представляет собой основание Льюиса. Он характеризуется как мягкий лиганд, и поэтому может также образовывать комплексы со многими переходными металлами.
Диметилсульфид выделяется в атмосферу на предприятиях по производству целлюлозы при сульфатном процессе как побочный продукт делигнификации.
С помощью хлорирующих агентов, таких как сульфурилхлорид или хлор, диметилсульфид превращается в хлорметилметилсульфид:
{\displaystyle {\ce {SO2Cl2 + (CH3)2S -> CH3SCH2Cl + SO2 + HCl}}}
{\displaystyle {\ce {(CH3)2S + Cl2 -> CH3SCH2Cl + HCl}}}
Как и другие метилтиоэфиры, диметилсульфид депротонируется н-бутиллитием:
{\displaystyle {\ce {CH3(CH2)3Li + (CH3)2S -> CH3(CH2)2CH3 + CH3SCH2Li}}}
Окисление диметилсульфида различными окислителями (пероксидом водорода, азотной кислотой и другими) приводит к образованию диметилсульфоксида (ДМСО), а при более жёстких условиях — диметилсульфона. В смеси с воздухом или кислородом пары́ сгорают или взрываются с образованием диоксида углерода, диоксида серы и воды.

## Техника безопасности
В соответствии с ГОСТ 12.1.007-76 и гигиенической классификацией пестицидов по степени опасности — малоопасное соединение. Лимитирующий показатель вредности — общетоксическое действие.
Диметилсульфид легко воспламеняется и вызывает раздражение глаз и кожи. Кроме того он имеет неприятный запах даже при очень низких концентрациях. Проникает через неповреждённые кожные покровы, в высоких концентрациях проявляет наркозное действие.
Рекомендуемая ПДК 50 мг/м³, ЛД50 — 5600 мг/кг (для млекопитающих).

## Биологическое значение
Диметилсульфид в природных условиях образуется главным образом из диметилсульфониопропионата (ДМСП), основного вторичного метаболита некоторых морских водорослей. В связи с этим диметилсульфид является наиболее распространённым соединением серы биологического происхождения, выбрасываемым в атмосферу. Выбросы происходят также над водной поверхностью, в основном за счёт фитопланктона.
Диметилсульфид также образуется в результате биотрансформации попадающего в сточные воды диметилсульфоксида (ДМСО) под действием бактериальных ферментов, что может вызывать появление сильного неприятного запаха сточных вод.
Диметилсульфид достаточно быстро окисляется в атмосферных условиях до различных серосодержащих соединений, таких как диоксид серы, ДМСО, диметилсульфон, метансульфоновая кислота и серная кислота. Среди всех образующихся соединений серная кислота в результате нейтрализации на водной поверхности может превращаться в аэрозоли сульфатов, что приводит к образованию сульфатных частиц в тропосфере, и которые действуют как ядра конденсации облаков. Благодаря данному процессу образования облаков выделение диметилсульфида в планетарных масштабах над океанами может оказывать значительное влияние на климат Земли.
Диметилсульфид является одним из компонентов так называемого «запаха моря». Также следы диметилсульфида были обнаружены среди летучих веществ, выделяемых растением Helicodiceros muscivorus для привлечения мух. Совместно с другими соединениями диметилсульфид является компонентом запаха, имитирующего запах гниющего мяса, который привлекает различных опылителей, питающихся падалью, например, многих видов мух.
В 2011 году было показано, что комбинация в атмосфере диметилсульфида с метаном и этаном может рассматриваться как биосигнатура. 11 сентября 2023 года НАСА объявило, что исследование экзопланеты K2-18 b выявило возможное присутствие диметилсульфида, отметив, что «на Земле он производится только жизнью». 16 апреля 2025 года опубликованы результаты обработки дополнительных наблюдений, которые подтвердили наличие диметилсульфида в атмосфере K2-18 b в значительных количествах (в тысячи раз больше, чем в атмосфере Земли).

## Применение
- в качестве исходного соединения при производстве диметилсульфоксида (ДМСО);
- как компонент для одорации природного газа (нижний порог раздражающего действия — 110 мг/м3);
- как промежуточный продукт при производстве инсектицидов;
- в пищевой промышленности как ароматизирующая добавка (при сильном разбавлении имеет запах продуктов переработки кукурузы);
- в нефтехимических процессах как модификатор катализаторов гидрокрекинга, гидродесульфуризации, риформинга.